# 18462 Riccò
18462 Riccò (sigla "1995 QS2") è un asteroide della fascia principale. Scoperto nel 1995, presenta un'orbita caratterizzata da un semiasse maggiore pari a 2,9018987 UA e da un'eccentricità di 0,0899444, inclinata di 2,30709° rispetto all'eclittica.
L'asteroide "1995 QS2" è stato chiamato "18462 Riccò" in onore del famoso astronomo italiano Annibale Riccò.